# Blanchard (condado de Allegheny)
Blanchard es un área no incorporada ubicada en el condado de Allegheny en el estado estadounidense de Pensilvania.

## Geografía
Blanchard se encuentra ubicada en las coordenadas 40°39′26″N 79°49′42″O / 40.65722, -79.82833.